# Леонтович, Виктор Владимирович
Ви́ктор Влади́мирович Леонто́вич (1902, Санкт-Петербург — 12 августа 1959, Лондон) — русский правовед, историк и публицист. Автор книги «История либерализма в России».

## Биография
Из дворян Полтавской губернии.
Учился в гимназии в Киеве. В 1920 или 1921 году эмигрировал через Варшаву в Прагу, где встретился со своими родителями.
Учился на Русском юридическом факультете в Праге: в 1929 году получил степень кандидата юриспруденции, а в 1932 — магистра. Затем некоторое время изучал каноническое право в Свято-Сергиевском православном богословском институте в Париже.
В 1934 году переехал в Берлин, где был сотрудником Института Кайзера Вильгельма, читал в нем лекции по международному гражданскому праву, также читал лекции по советскому праву в Университете Фридриха Вильгельма. Преподавал русский язык. В этот период опубликовал ряд статей о философии права, конституционном праве и Советской конституции в научных журналах.
C середины 1940-х стал заниматься историческими исследованиями. В 1945—1946 годах преподавал историю в Мюнстерском университете, а осенью 1946 перешел во Франкфуртский университет, где вскоре защитил докторскую диссертацию по истории на тему судебной революции при Иване Грозном и идеологии русского самодержавия. В 1949 году получил должность приват-доцента, а в 1954 — профессора восточноевропейской истории.
В 1953 вместе с семьей переехал в Лондон, где стал работать над своим главным трудом «Geschichte des Liberalismus in Russland» (История либерализма в России), опубликованном в 1957 году при поддержке франкфуртского Института социальных исследований. После недолгого сотрудничества с русским отделом Би-Би-Си вернулся во Франкфурт.
Умер от рака в 1959 году.
«История либерализма в России» была переиздана в Германии (1974), издана на русском (ИМКА-Пресс, 1980) и французском (Файяр, 1986) языках. Второе русское издание вышло в 1995 году.

## Сочинения
- Die Rechtsumwälzung unter Iwan dem Schrecklichen und die Ideologie der russischen Selbstherrschaft. Stuttgart, 1947.
- Geschichte des Liberalismus in Russland. Frankfurt am Main, 1957.
- История либерализма в России (1762–1914) / Пер. с нем. И. Иловайской; предисл. А. Солженицына. — Париж: Ymca-Press, 1980. — 562 с. — (Исследования новейшей русской истории. В. 1).
  - История либерализма в России (1762–1914) / Пер. с нем. И. Иловайской; предисл. А. Солженицына. — М.: Рус. путь, Полиграфресурсы, 1995. — 550 с. — (Исследования новейшей русской истории. В. 1). — ISBN 5-85887-006-6.

## Критика
Доктор исторических наук Кирилл Соловьёв подверг «Историю русского либерализма» критике:

…Это читать не нужно! Почему? Дело в том, что Леонтович никогда специально историей русской общественной мысли не занимался. Он вообще специалист по русскому Средневековью. Причем далеко не из первых. Автор работ об Иване Грозном. Я не понимаю почему, как ему пришел заказ. Причем, замечу, Германия 30-х годов… написать историю российского либерализма. Он написал. Картина, которая там нарисовывается, весьма специфическая. У него либералы — это прежде всего русские цари. Вот Екатерина II, Александр I, Александр II. Очень странно, что Николая I к числу либералов не причислил. Или, скажем, Александра III. Но это в первую очередь, государи. Во вторую очередь — это министры и всякие разные их сподвижники. Они тоже относятся к числу либералов. И очень редкие общественные деятели удостоились счастья быть названными либералами. Редчайшие! А вот те, кто формировали российский либерализм уже к началу XX века, там не упомянут практически никто. Потому, что они все выступают у него либо как квазилибералы, радикалы и вообще люди недостойные внимания… Он вообще не очень точно интерпретирует что же он понимает под либерализмом… Если попытаться его интерпретировать, то скорее всего под либерализмом он понимает политику европеизации. Вот те, кто были сторонником европеизации России — те были либералами без всякого исключения.